# Gianna Woodruff
Gianna Úrsula Woodruff Washington (* 18. November 1993 in Santa Monica) ist eine panamaische Hürdenläuferin, die sich auf die 400-Meter-Distanz spezialisiert hat und seit 2017 den Südamerikarekord innehält. Ihre ältere Schwester Yasmin Woodruff ist ebenfalls Leichtathletin und hält die panamaischen Landesrekorde über 100 und 200 Meter.

## Sportliche Laufbahn
Erste internationale Meisterschaftserfahrungen sammelte Gianna Woodruff bei den Ibero-amerikanischen Meisterschaften 2016 in Rio de Janeiro, bei denen sie mit 57,34 s die Silbermedaille hinter der Uruguayerin Déborah Rodríguez gewann. 2017 gewann sie bei den Südamerikameisterschaften in Luque in 56,04 s die Goldmedaille im 400-Meter-Hürdenlauf und erhielt damit ein Freilos für die Weltmeisterschaften in London, bei denen sie mit 57,32 s im Halbfinale ausschied. Im November gewann sie bei den Juegos Bolivarianos in Santa Marta die Silbermedaille. 2018 nahm sie an den Südamerikaspielen in Cochabamba teil und gewann dort in 57,68 s die Bronzemedaille hinter der Argentinierin Fiorella Chiappe und Melissa González aus Kolumbien. Anschließend belegte sie bei den Zentralamerika- und Karibikspielen in Barranquilla in 55,60 s den sechsten Platz. Im Jahr darauf gewann sie bei den Südamerikameisterschaften in Lima in 56,76 s die Silbermedaille hinter der Kolumbianerin Melissa González und siegte dann im Juni in 57,78 s bei den Zentralamerikameisterschaften in Managua und gewann dort in 46,42 s die Silbermedaille mit der panamaischen 4-mal-100-Meter-Staffel. Daraufhin klassierte sie sich bei den Panamerikanischen Spielen in Lima in 57,20 s den siebten Platz und schied anschließend bei den Weltmeisterschaften in Doha mit 55,61 s im Halbfinale aus. 2021 siegte sie in 55,02 s bei den Drake Relays sowie in 55,37 s bei den USATF Open. Im August erreichte sie bei den Olympischen Spielen in Tokio mit neuem Südamerikarekord von 54,22 s das Finale und klassierte sich dort mit 55,84 s auf dem siebten Platz. Beim Prefontaine Classic steigerte sie sich weiter auf 54,20 s und siegte dann in 54,44 s beim Meeting de Paris sowie in 54,67 s beim Hanžeković Memorial.
2022 siegte sie in 54,35 s beim New York Grand Prix und anschließend in 55,32 s bei den Juegos Bolivarianos in Valledupar. Im Juli gelangte sie bei den Weltmeisterschaften in Eugene mit neuem Südamerikarekord von 53,69 s bis ins Finale und belegte dort in 54,75 s den siebten Platz. Anschließend wurde sie beim Herculis in 54,13 s Dritte. Im Jahr darauf wurde sie bei den Bislett Games in 54,46 s Dritte und gewann anschließend in 56,15 s die Silbermedaille bei den Zentralamerika- und Karibikspielen in San Salvador hinter der Kubanerin Zurian Hechavarría. Im August schied sie bei den Weltmeisterschaften in Budapest mit 54,71 s im Halbfinale aus. Anfang November siegte sie in 56,44 s bei den Panamerikanischen Spielen in Santiago de Chile. 2024 schied sie bei den Olympischen Sommerspielen in Paris mit 55,09 s in der Hoffnungsrunde aus. Im Jahr darauf siegte sie in 56,57 s bei den Südamerikameisterschaften in Mar del Plata. 

## Persönliche Bestzeiten
- 200 Meter: 23,88 s (+1,4 m/s), 28. April 2018 in Irvine
- 400 Meter: 52,43 s, 23. April 2022 in Waco (panamaischer Rekord)
  - 400 Meter (Halle): 53,25 s, 16. Februar 2024 in Fayetteville
- 400 m Hürden: 53,69 s, 20. Juli 2022 in Eugene (Südamerikarekord)